# Латен (место)
Латен (њем. Lathen) општина је у њемачкој савезној држави Доња Саксонија. Једно је од 60 општинских средишта округа Емсланд. Према процјени из 2010. у општини је живјело 5.977 становника. Посједује регионалну шифру (AGS) 3454029.

## Географски и демографски подаци
Латен се налази у савезној држави Доња Саксонија у округу Емсланд. Општина се налази на надморској висини од 13 метара. Површина општине износи 38,0 km². У самом мјесту је, према процјени из 2010. године, живјело 5.977 становника. Просјечна густина становништва износи 157 становника/km².